# Kockelscheuer
Kockelscheuer (en luxembourgeois : Kockelscheier ) est une section de la commune luxembourgeoise de Roeser située dans le canton d'Esch-sur-Alzette.
Une partie de la section fait partie de la commune de Luxembourg-Ville.

## Sports
Tous les ans depuis 1996 y est organisé le tournoi de tennis féminin du circuit professionnel WTA.

## Curiosités
- Le centre de protection de la nature
- Le château
- Le centre de loisirs et la patinoire